# Държавен архив – Ловеч
Държавен архив – Ловеч е отдел в дирекция „Регионален държавен архив“ – Монтана.

## Дейност
В него се осъществява подбор, комплектуване, регистриране, обработване, съхраняване и предоставяне за използване на определените за постоянно запазване документи на областната администрация, на общините на територията на Ловешка област, на териториалните структури на държавните органи и на други държавни и общински институции, организации и значими личности от местно значение, както и научно-методическото ръководство и контрол на организацията на работата с документите в деловодствата и учрежденските архиви, тяхното опазване и използване.
Към архива функционират читалня и библиотека. В научно-справочната библиотека са заведени 2300 тома специализирана литература по история, архивистика и други области на науката, речници, енциклопедии, справочници, пътеводители, каталози, документални сборници, периодични издания.

## История
Архивът е създаден през 1960 г. в резултат на административно-териториалната реформа от 1959 г. като отдел на Окръжно управление на МВР – Ловеч. От 1961 г. е на административно подчинение на Окръжен народен съвет – Ловеч, от 1988 г. е в структурата на Община Ловеч. През 1992 г. преминава на пряко административно подчинение на Главно управление на архивите при Министерски съвет. От 1978 г. получава статут на дирекция, а през 2010 г. е преструктуриран в отдел.
От 1996 г. архивът е настанен в Дом „Преслав“, където са и архивохранилищните помещения. Сградата е бивш Партиен дом, намираща се в центъра на града, в която се помещават и регионални структури на данъчна администрация, социални дейности, земеделска служба, Комисия за защита от дискриминация, Комисия за борба с корупцията и др.

## Фонд
Първите постъпления на архивни фондове са предадени от Държавен архив – Плевен, комплектувани преди промяната на административно-териториалното деление на страната през 1959 г. и създаването на архива в Ловеч. През 1994 г. е приет фондовият масив на ОК на БКП – Ловеч, възлизащ на 888 фонда с 16 663 архивни единици, 1377 спомена, 313 ЧП.
Общата фондова наличност на архива към 1 януари 2017 г. възлиза на 1169,53 линейни метра с 2714 архивни фонда (2562 учрежденски и 152 лични) и общ брой 141 754 архивни единици, 530 частични постъпления и 1876 спомена. Застрахователният фонд се състои от 243 983 микрофилмови копия.

## Ръководители
През годините ръководители на архива са:
- Марин Михов (1960 – 1963)
- Борис Павлов (1963 – 1970)
- Нанко Нанков (1971 – 1977)
- Емил Найденов (1978 – 1996)
- Виолета Малашка (1996 – 2006)
- Пенка Чернева (2006 – 2014)
- Павлина Петрова (2014 – )

## Отличия и награди
Архивът е награден с орден „Кирил и Методий“ ІІ степен през 1995 г. и с Почетен знак на Ловеч през 2010 г. по повод 50-годишния му юбилей.